# Waldemar Nocny
Waldemar Nocny (ur. 22 czerwca 1951 w Gdańsku-Świbnie) – polski historyk, pedagog, pisarz i urzędnik samorządowy. W latach 2002–2005 wiceprezydent Miasta Gdańska.

## Życiorys
Urodził się w rodzinie Stanisława, rybaka, i Krystyny z domu Tobjasz. Młodszy brat Henryka (ur. 1950). Ukończył Szkołę Podstawową w Świbnie (1965), zdał maturę w I Liceum Ogólnokształcącym w Pruszczu Gdańskim (1969), ukończył studia w Instytucie Historii Uniwersytetu Gdańskiego (1974), następnie Studia Podyplomowe Organizacji i Zarządzania dla Nauczycieli UG (1989), oraz Studia Podyplomowe Organizacji Pomocy Społecznej UG (2000).
W latach 1974–1990 pracował w szkołach Gdańska i Gdyni. W latach 1990–1994 był radnym Rady Miasta Gdańska. W latach 1990–1992 był dyrektorem Kuratorium Oświaty w Gdańsku, następnie w latach 1992–1999 naczelnikiem Wydziału Edukacji Urzędu Miejskiego w Gdańsku, w latach 1999–2002 i w 2006 wicedyrektorem Miejskiego Ośrodka Pomocy Społecznej w Gdańsku. W 2002 objął stanowisko wiceprezydenta Gdańska, złożył dymisję ze stanowiska w grudniu 2005. Związane to było z podejrzeniem korupcji dwóch podległych mu pracowników. Od roku szkolnego 2006/2007 do przejścia na emeryturę w 2017 był dyrektorem II Liceum Ogólnokształcącego w Gdańsku.
Jako pisarz zadebiutował w 1983 w „Głosie Wybrzeża” opowiadaniem Nelli. Autor publikacji dotyczących historii Gdańska i jego okolic. 
Od 1975 mąż Jadwigi z domu Wadzińskiej. Ojciec Katarzyny (ur. 1977) i Macieja (ur. 1983).

## Dorobek literacki
- Trzynasty kilometr[4]
- Reguła Trzech[5]
- Reguła Trzech: Nowa Ziemia[6]
- Wyspa Sobieszewska[7]
- Do wkrótce[8]
- Kobiety (2013 r.)[9]
- Trzecie ujście Wisły (2013 r.)[10]

- Jelitkowo na dawnej pocztówce[11]
- Seria Gdańskie dzielnice:
  - Brzeźno. Najstarsze kąpielisko Wybrzeża Gdańskiego[12]
  - Nowy Port. Pierwsza brama Gdańska[13]
  - Stogi. Zapomniana „wyspa”[14]
  - Wyspa Sobieszewska
  - Jelitkowo[15]
  - Letnica (2011 r.)[16]

## Odznaczenia, nagrody i wyróżnienia
- Nagroda Rektora Wyższej Szkoły Morskiej w Gdyni (1979)
- Nagroda Kuratora Oświaty i Wychowania w Gdańsku (1985)
- Brązowy Krzyż Zasługi (1989)
- Stypendium Kulturalne Miasta Gdańska (2009 i 2010)
- Stypendium Samorządu Województwa Pomorskiego (2009 i 2010)
- Nagroda Prezydenta Miasta Gdańska w Dziedzinie Oświaty (2010)
- Nagroda Prezydenta Miasta Gdańska w Dziedzinie Kultury z okazji jublileuszu 35-lecia pracy twórczej (2016)[17]
- Nagroda Prezydenta Miasta Gdańska w Dziedzinie Kultury z okazji jubileuszu 40-lecia pracy twórczej (2021)[17]
- statuetka Bursztynowy Skarb Wyspy z okazji 50-lecia włączenia Wyspy Sobieszewskiej w granice administracyjne Gdańska (2023)

Źródło:.